# Семья Карассо
Семья Карассо (также пишется Карасу, Карасо, Карасу, Карсу, Карсо, Карраско и Карассо) — известная сефардская еврейская семья, первоначально проживавшая в Салониках времён Османской империи. В начале XX века одни члены семьи были активными членами политического движения младотурков, а другие основали современную индустрию йогуртов.
До 2003 года в совместном владении семьи Карассо и Реканати находился банк Дисконт, второй по величине банк (в дальнейшем третий) и крупнейший частный банк в Израиле. Также Семьи Реканати и Карассо контролировали компанию Al-Yam Anyot[he] (1953—2003), которая на пике своего развития была ведущей компанией в мире в области специализированных перевозок. Также до 2003 года семьи Реканати и Карассо делили крупнейшую холдинговую компанию IDB, но бизнесом управляла семья Реканати.

## История
В 1935 году Моше Карассо вместе с Леоном Иехудой Реканатии Моше Эльво основал банк Дисконт, с капиталом в 60 тысяч фунтов. Также Моше Карассо, Леон Иехуда Реканати и Хаим Перец основали «Флорентийский фонд» для спасения брошенных еврейских детей.
В 1983 году в ходе разразившегося в Израиле банковского кризиса, члены семей Реканати и Карассо отказались от выкупа своих акций банка Дисконт, у них осталось 13 % акций, остальные акции стали принадлежать государству.
Известные члены семьи:
- Давид Сэмюэл Карассо[англ.] , писатель (расцвет творчества 1874—1880), путешественник.
- Эммануил Карассо (1862—1934), юрист, политик (младотурки)
- Исаак Карассо (1874—1939) эмигрировал в Барселону, где основал компанию по производству йогуртов (впоследствии Danone)[1]
  - Даниэль Карассо (1905—2009), сын Исаака, основал компанию Danone во Франции и США
- Альберт Карасу[англ.](1885—1982), основатель франкоязычной стамбульской газеты Le Journal d'Orient[англ.]